# Бруши
Бруши (фр. Brouchy) насеље је и општина у североисточној Француској у региону Пикардија, у департману Сома која припада префектури Перон.
По подацима из 2011. године у општини је живело 565 становника, а густина насељености је износила 70,01 становника/km². Општина се простире на површини од 8,07 km². Налази се на средњој надморској висини од 65 метара (максималној 94 m, а минималној 62 m).

## Демографија
| 1962. | 1968. | 1975. | 1982. | 1990. | 1999. | 2011. |
| ----- | ----- | ----- | ----- | ----- | ----- | ----- |
| 559   | 612   | 618   | 634   | 635   | 578   | 565   |

График промене броја становника у току последњих година